# Megaselia mammillata
Megaselia mammillata är en tvåvingeart som beskrevs av Borgmeier 1959. Megaselia mammillata ingår i släktet Megaselia och familjen puckelflugor. Inga underarter finns listade i Catalogue of Life.